# Poiana (gmina Motoșeni)
Poiana – wieś w Rumunii, w okręgu Bacău, w gminie Motoșeni. W 2011 roku liczyła 391 mieszkańców.